# Riu Baghmati
Baghmati o Bagmati (nepalí bhasa: बागमती खुसी, nepalès बागमती नदी) és un riu del Nepal que neix a la vall de Katmandu. És considerat un riu sagrat pels hindús i budistes. Entra a l'estat de Bihar a l'Índia. A Haighat es bifurca i la part anomenada Karai desguassa al Tiljuga a Tilkeswar; una altra branca segueixen a l'est i s'uneixen al Gandak a través del que desguassa al riu Kosi. Els afluents principals són el Lai Bakya, Bhurengi, Lakhandai, Petit Baghmati, Dhaus i Jhim.